# Impact play

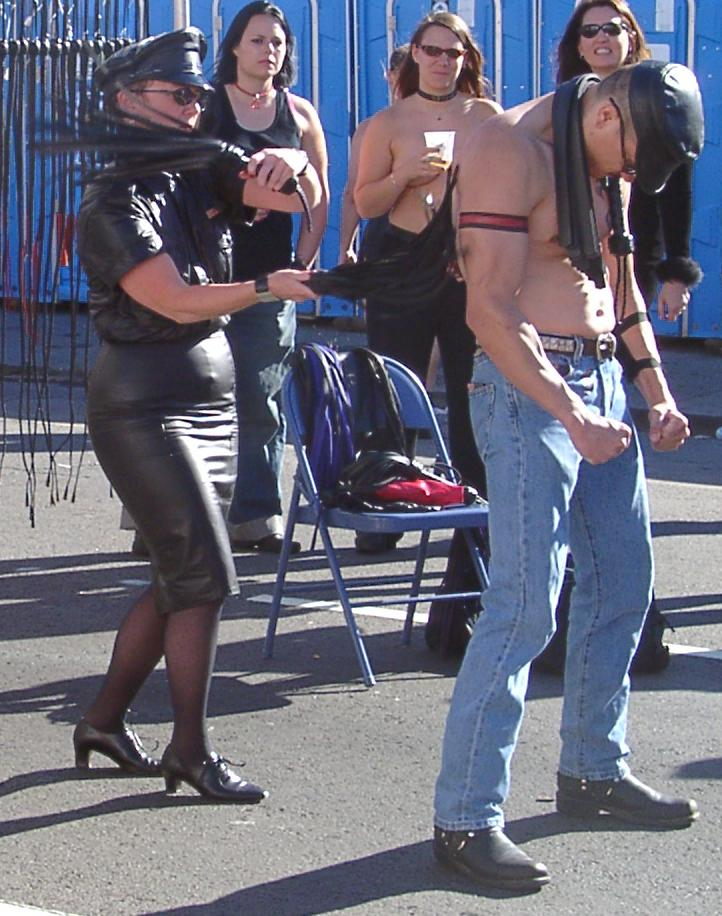
I denna demonstration av piskande vid Folsom Street Fair 2004, använder den dominanta parten en avancerad dubbel-piska-teknik.

Impact play (svenska: slaglek eller stötlek) är en sexuell praktik hos människor. Den utövas genom att en person (oftast upprepade gånger) slår en annan för att ge tillfredsställelse för en eller båda parter. Handlingen, som ofta men inte behöver ha en sexuell komponent, betraktas som del av BDSM.

## Funktion
Det finns ett antal olika aktiviteter som kan klassas som impact play. Detta inkluderar erotiskt smiskande, där en undergiven blir slagen på sina skinkor av den dominantas öppna hand, en paddel eller annat styvt verktyg som käpp eller ridspö. Vid gisslande slås den undergivna med ett böjligt redskap som piska eller läderbälte.
Målet med slagen är i regel att stimulera nervändar, i syfte att utlösa endorfiner och dopamin. Slagen kan även skapa en kontrastverkan, med en ökad känslighet för smekningar och annan kontrasterande beröring. För en del är också det kulturella tabuet – att ha tillåtelse att slå någon eller att bli slagen – triggande.

### Områden
För att minimera skaderisker brukar impact play ske på delar av kroppen som är väl skyddade av fett eller muskler. Områden som undviks inkluderar njurarna, nacken, svanskotan, höftbenen, huvudet och alla leder. Vid gisslande slås i regel mot skinkorna eller mot övre delen av ryggen direkt under skulderbladen. Efter träning kan man lära sig att utföra säker impact play mot låren, vaderna och bringan. Brösten är en annan potentiell slagyta med viss risk för onödig smärta eller skada, så detta utförs ej av otränade dominanta.
Impact play kan även användas emot någons ansikte. Knytnävsslag eller örfilar medför olika risker och krav på att använda begränsat våld och endast mot vissa delar av ansiktet.

### Förberedelser
Användningen av en piska innebär att den dominanta måste ta särskild hänsyn och sikta för att träffa den avsedda kroppsytan. Risken finns att en piska eller annat längre slagverktyg även träffar andra kroppsdelar, med icke avsedd smärta eller skada som resultat.
Känslan av olika sorters slag eller stötar under BDSM beror delvis på området som träffas. Paddlar eller öppna händer ger en dovare känsla, medan smalare verktyg som käppar, ridspön eller läderbälten kan förorsaka en mer intensiv smärtupplevelse. Deltagarna i leken bestämmer tillsammans hur hårt eller milt slagen bör träffa och kännas.
I likhet med alla BDSM-aktiviteter bör deltagarna ha kommit överens innan om stoppord för att enkelt kunna stoppa eller pausa handlingar som gått överstyr.

## Historik

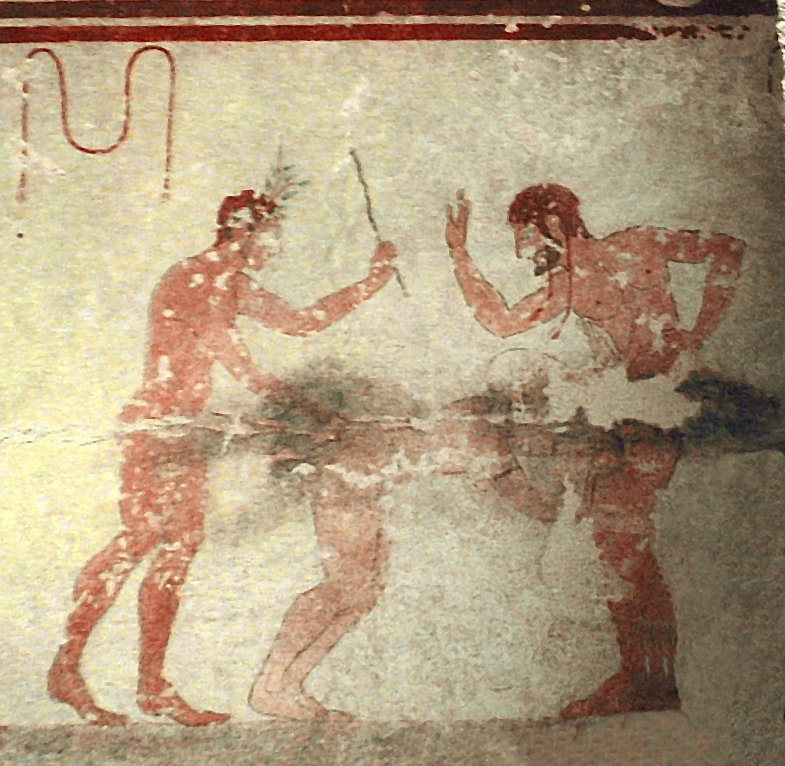
Fresk inuti den etruskiska "Piskningens grav", där två män gisslar en kvinna i en erotisk situation.

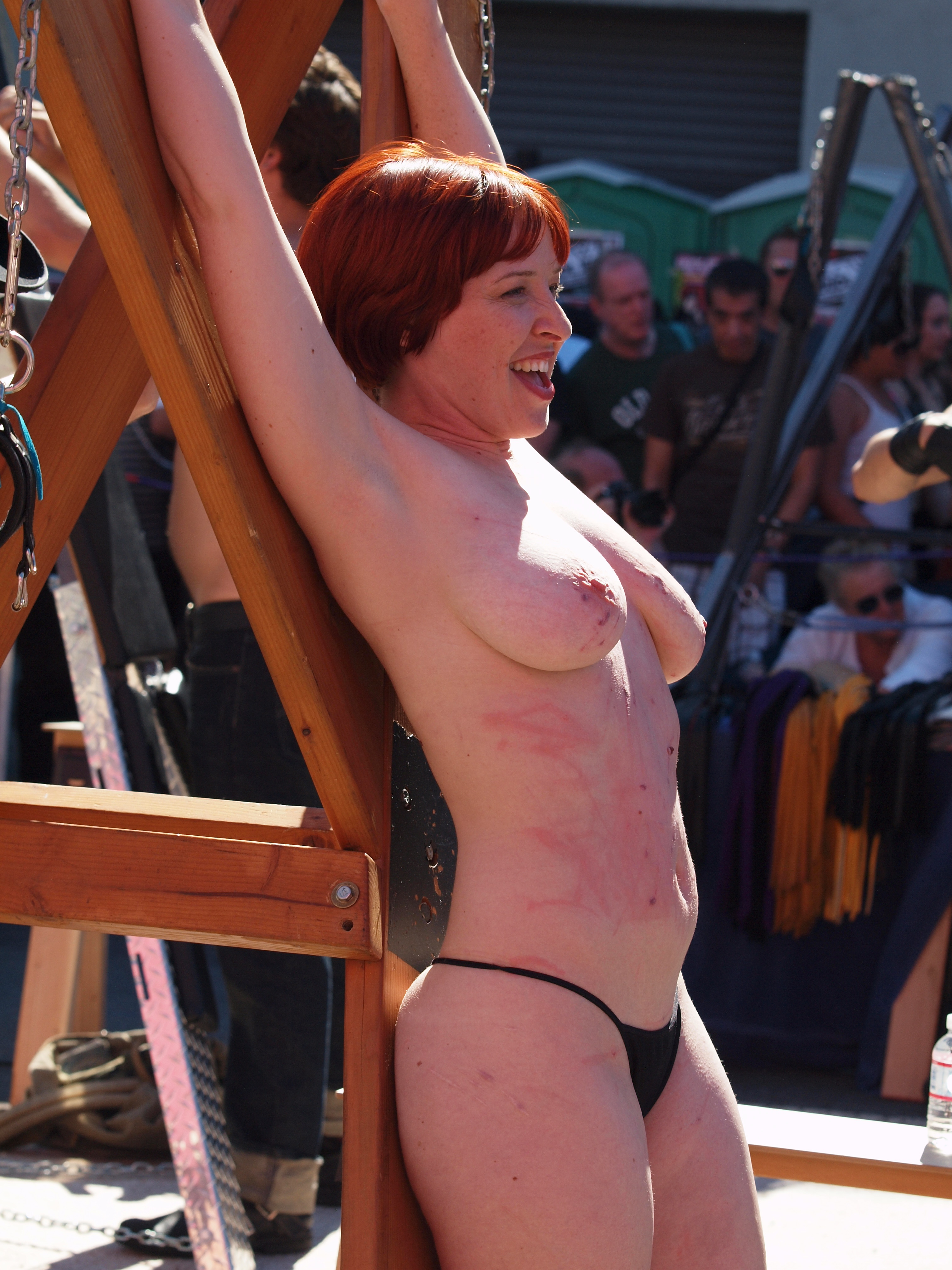
Foto med en undergiven kvinna bunden till ett Sankt Andreas-kors under 2010 års Folsom Street Fair. De röda märkena på hennes kropp är resultat av piskrapp.

### Antiken
En av de allra första bilderna av erotiskt gisslande återupptäcktes 1960 i en etruskisk grav från 400-talet f.Kr. Graven är känd som "Piskningens grav" efter sina bilder av erotiserat gisslande. Andra referenser relaterade till gisslande kan återfinnas i Juvenalis sjätte volym av Satirerna från cirka 100 e.Kr., liksom i Petronius Satyricon.

### Medeltiden till 1600-talet
Det finns anekdotisk rapportering från 1300-talet om människor som frivilligt låtit sig bindas eller piskas, som förspel till samlag. Gisslande inom en erotisk kontext har beskrivits tillbaka till 1590-talet, inklusive hos poeten John Davies. Det finns referenser till "piskskolor" både hos Thomas Shadwells The Virtuoso (1676) och hos Tim Tell-Troths Knavery of Astrology (1680). Bildbevis i form av mezzotint och tryck visar på andra exempel på gisslande under 1600-talet, som hos "The Cully Flaug'd" utställd i British Museums samlingar.
I boken De Usu Flagrorum från 1639 meddelade den tyske läkaren Heinrich Meibom den yngre att gisslande för sexuella ändamål i Tyskland kunde straffas med avrättning på bålet.

### 1700-talet
John Clelands roman Fanny Hill, utgiven 1749, innefattar en scen med gisslande mellan titelfiguren och Mr Barville. Boken ses som det första originalverket på engelska med pornografi, liksom även den första pornografin som använt sig av romanformen. Den räknas som en av de mest förbjudna och bannlysta böckerna i litteraturhistorien.
Ett stort antal publikationer med exempel på gisslande följde, inklusive John Camden Hottens Fashionable Lectures: Composed and Delivered with Birch Discipline (cirka 1761). Här framvisades namnen på kvinnorna som erbjöd tjänster i en föreläsningssal, komplett med käppar och "niosvansade katter".

### 1800-talet
Representationer av erotiskt smisk och gisslande utgör en stor del av den viktorianska erans pornografi, som i 1000 Nudes av Koetzle. Hundratusentals gravyrer, fotografier och litterära avbildningar av kroppsaga och gisslande cirkulerade under eran, inklusive i erotiska kortromaner som The Whippingham Papers, The Birchen Bouquet, Exhibition of Female Flagellants och i den pornografiska komiska operan Lady Bumtickler's Revels.
Theresa Berkley (död 1836) drev en lyxbordell på 28 Charlotte Street, med fokus på erotiskt gisslande. Hon var en "guvernant", vilket i det här fallet innebar att hon var specialiserad på aga, piskande, gisslande och liknande handlingar. 1828 uppfann hon "Berkley-hästen", en apparat som enligt uppgift gjorde henne rik på grund av dess användning i samband med erotiskt piskande av tidens välbärgade män och kvinnor. Hennes namn var så känt att den pornografiska romanen Exhibition of Female Flagellants – troligen felaktigt – troddes vara av hennes penna.
Intresset för givande, tagande eller bevittnande av erotiskt smisk ökade under 1800-talet (inte minst i Frankrike och Storbritannien). Den spreds också utanför den rent pornografiska litteraturen, och under seklet introducerades fenomenet med erotiskt smisk inom det nya fotografiska mediet.

### 1900-talet
Litteraturen tillägnad erotiskt smisk anses ha upplevt en tidig guldålder i början av 1900-talet. Eran kännetecknades av tre företeelser: en större publik genom allt billigare tryck, allt fler illustrationer i böckerna och allt fler utgåvor med en topp under 1930-talet.
Mycket av denna utgivning hanterades av franska förlag, författare och illustratörer. Erotiskt smisk i fotoform var också omfattande i Frankrike, inklusive via produktioner av Biederer Studio och Ostra Studio. Denna era tog slut i samband med andra världskriget, då den tyska ockupationen av Frankrike och det efterföljande genomdrivandet av censurlagar hade en nedkylande effekt på marknaden.
Ett noterbart undantag under nedgångsperioden inom den erotiskt smiskrelaterade litteraturen var John Willies bondagetidning Bizarre (utgiven mellan 1946 och 1959). Endast ett fåtal av de franska verken från den tidigare gyllene eran översattes till tyska eller engelska, de två andra stora språken inom denna kultursektor. I mitten av 1960-talet utfördes dock ett antal översättningar av franska verk till engelska, parallellt med återutgivningar av äldre engelskspråkiga verk. Denna utgivning underlättades av en ökad tillgång till massproducerad pocketboksutgivning och förändringar i censurlagar (se sexuella revolutionen).

### 2000-talet
Under 2000-talet, då pornografi i tryck och på Internet legaliserats, finns även en kristen subkultur relaterad till erotiskt smisk enligt i första hand traditionella maktrelationer mellan könen. Denna subkultur ses ibland som en form av misshandel, ibland som en sexuell fetisch av sadomasochistiskt slag.